# Anzonico
Anzonico é uma comuna da Suíça, no Cantão Tessino, com cerca de 117 habitantes. Estende-se por uma área de 10,60 km², de densidade populacional de 11 hab/km². Confina com as seguintes comunas: Acquarossa, Calonico, Cavagnago, Chiggiogna, Chironico, Giornico, Rossura.
A língua oficial nesta comuna é o Italiano.